# Eriswil
Eriswil – gmina (niem. Einwohnergemeinde) w Szwajcarii, w kantonie Berno, w regionie administracyjnym Emmental-Oberaargau, w okręgu Oberaargau.

## Demografia
W Eriswil mieszka 1 358 osób. W 2020 roku 4,3% populacji gminy stanowiły osoby urodzone poza Szwajcarią.